# Survival Kids
Survival Kids – gra na Game Boy Colora wydana przez Konami, która została wypuszczona w 1999 roku. Akcja gry skupia się na przetrwaniu na bezludnej wyspie. Jedna z zalet gier to wiele sposobów na jej przejście.

## Historia
Historia w grze nie jest złożona. Podczas sztormu twój statek zostaje zatopiony, a ty musisz spróbować wrócić do cywilizowanego świata. Interakcja z innymi bohaterami zależy od tego, jak postępuje gracz.

## Rozrywka
Widok 2d w grze jest charakterystyczny dla gier przygodowych z tamtego okresu. Oprócz tradycyjnych punktów życia gracz musi radzić sobie z głodem, pragnieniem i zmęczeniem, co obejmuje codzienne czynności takie jak jedzenie, picie, spanie, tak samo jak polowanie, zbieranie pożywienia czy szukanie miejsca do spania. Kolejnym ważnym czynnikiem w grze jest system tworzenia przedmiotów. Większość rzeczy w grze jest możliwa do zabrania, lecz nie pełni ona żadnej pożytecznej funkcji. Gra jednak pozwala graczowi łączyć przedmioty w narzędzia, broń i inne przedmioty niezbędne graczowi do przetrwania. Dla przykładu winorośl z wygiętym patykiem da się połączyć w wędkę. Lecz zanim zaczniesz łowić trzeba także znaleźć haczyk albo haczykopodobny przedmiot.
Gra oferuje nieliniową zabawę, dzięki której gracz sam decyduje, co będzie robić i jakie wyznaczy sobie cele poza przetrwaniem.

## Zakończenie
Gra kończy się różnie, w zależności od tego, ile gracz spędzi czasu na wyspie, co zrobi oraz co odkryje. 

## Sequel
Druga gra z serii Survival Kids została wydana, ale tylko w Japonii. Lost in Blue, sequel na Nintendo DS, wydany w 2005, Lost in Blue 2, wydany w 2007, i Lost in Blue 3, wydany w 2007.